# Musée Royal de l’Armée

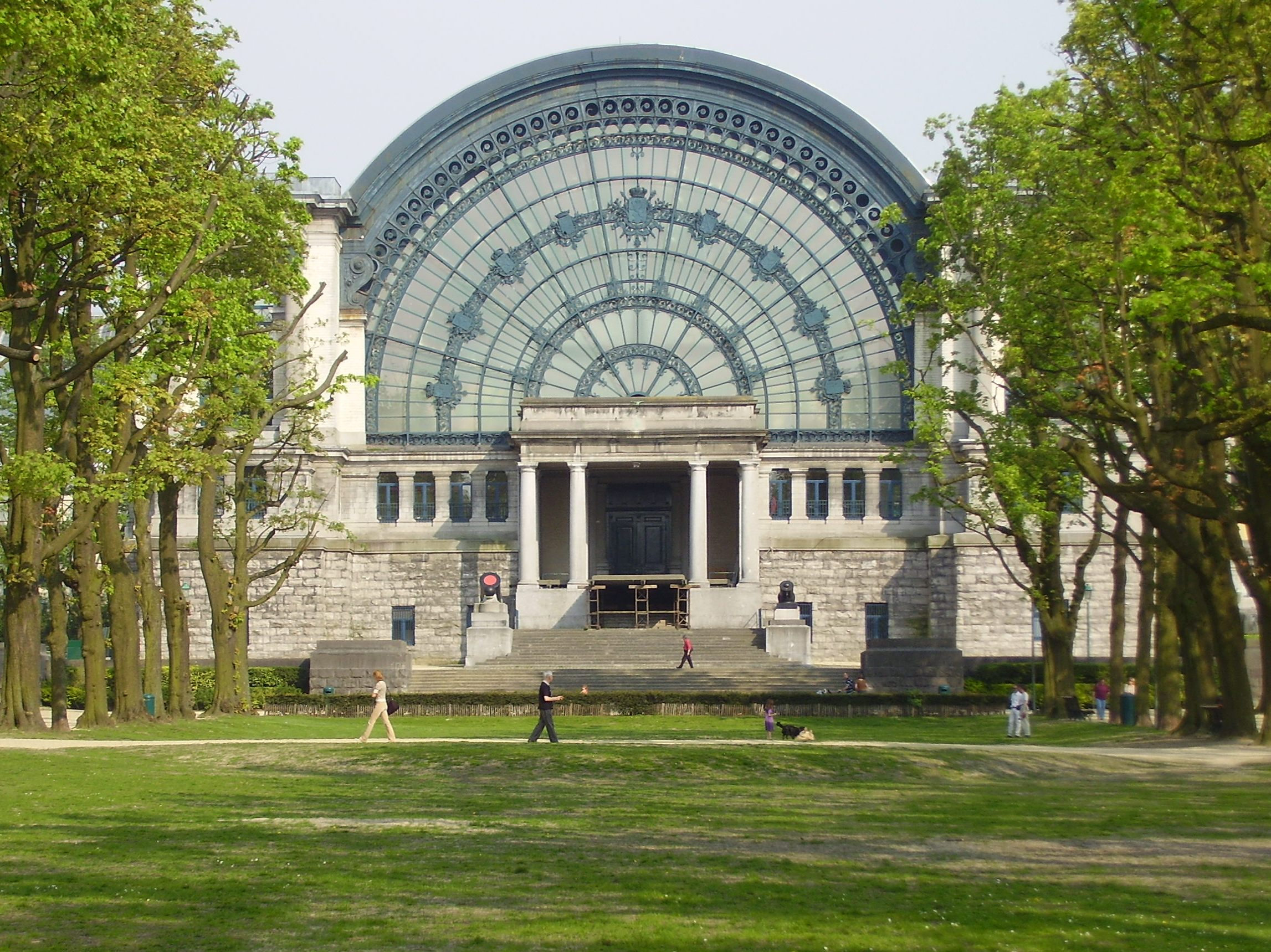
Musée Royal de l'Armée/Koninklijk Legermuseum

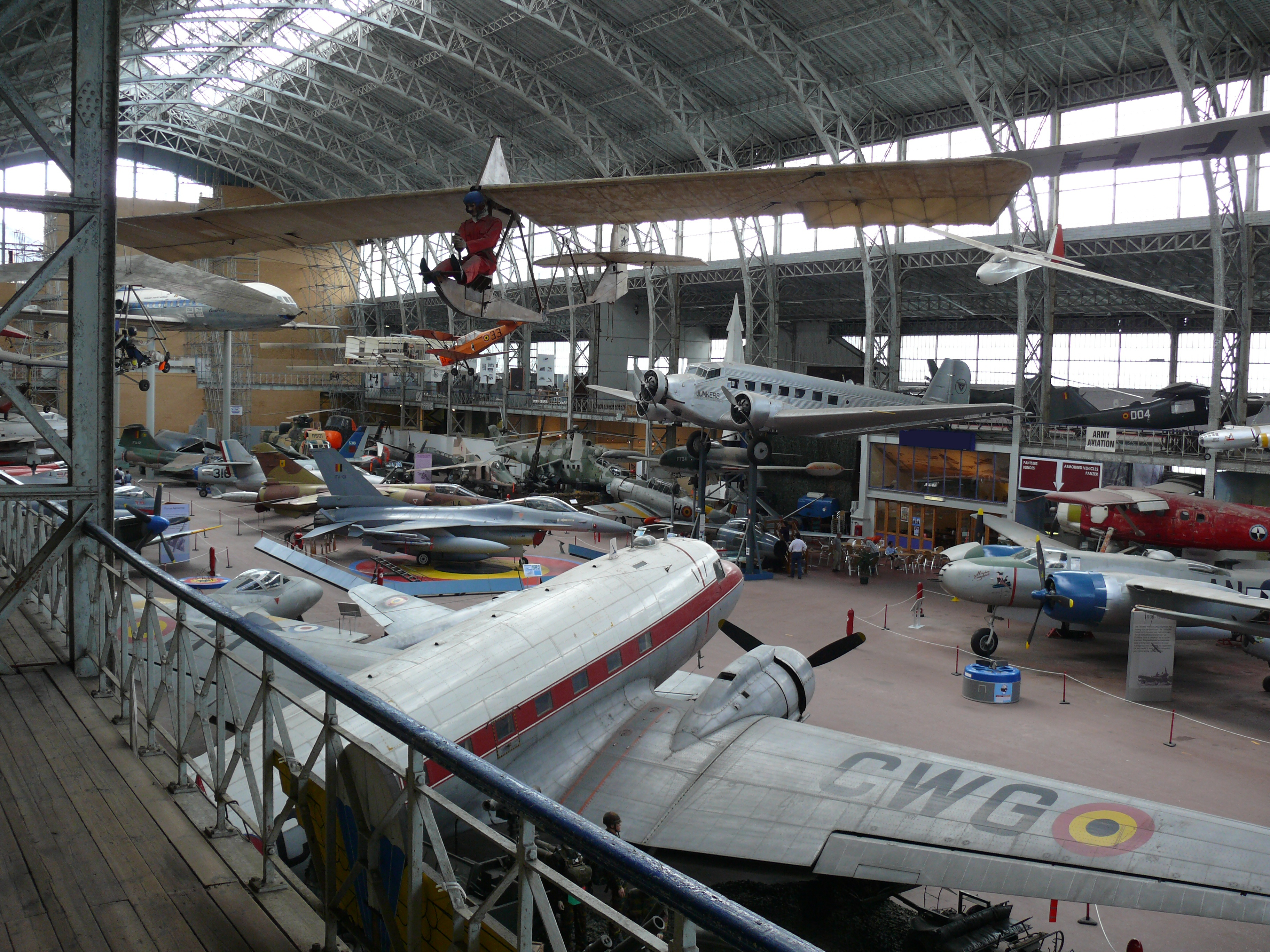
Musée Royal de l'Armée/Koninklijk Legermuseum

Das Musée Royal de l'Armée oder Koninklijk Legermuseum (deutsch: Königliches Armeemuseum) ist ein Militärmuseum in Brüssel und wurde 1923 eröffnet. Es befindet sich in den nördlichen Hallen des Museumskomplexes im Jubelpark im Osten der Stadt.
Es zeigt eine große Zahl von Rüstungen, Schwertern, Uniformen, Flaggen und Waffen. Die Ausstellung deckt dabei die Militärtechnik vom Mittelalter bis in die Moderne ab.
Die Sammlung ist eine der umfangreichsten weltweit. Besonderen Raum nimmt dabei die Flugzeugausstellung in einer etwa 100 m langen Halle ein.
Es berücksichtigt auch die Situation deutscher Kriegsgefangener und widmet sich ihrer Zwangsarbeit im belgischen Kohlebergbau nach dem Zweiten Weltkrieg.

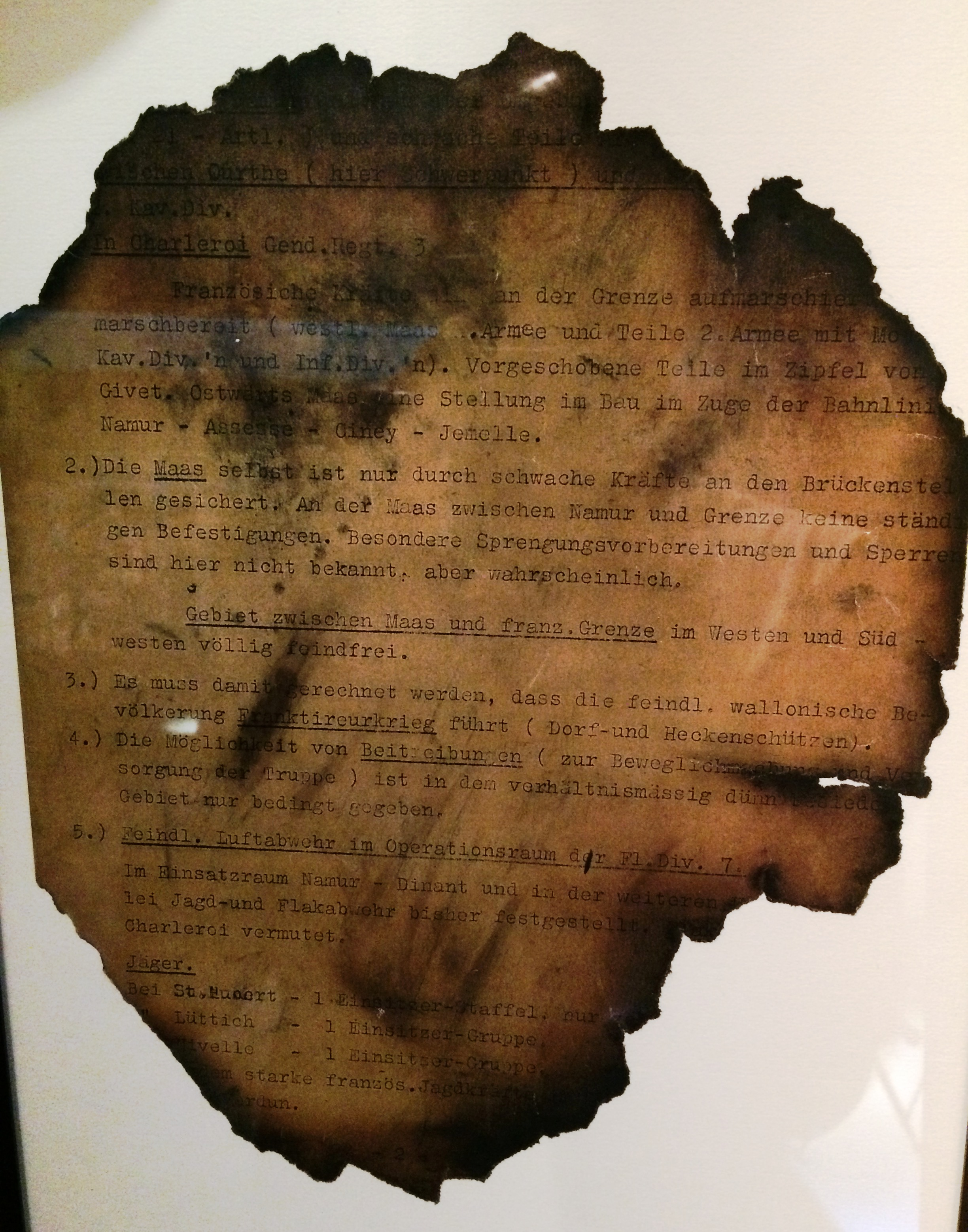
Angebrannte Unterlagen zum deutschen Westfeldzug die im Januar 1940 im Mechelen-Zwischenfall in belgische Hände gerieten
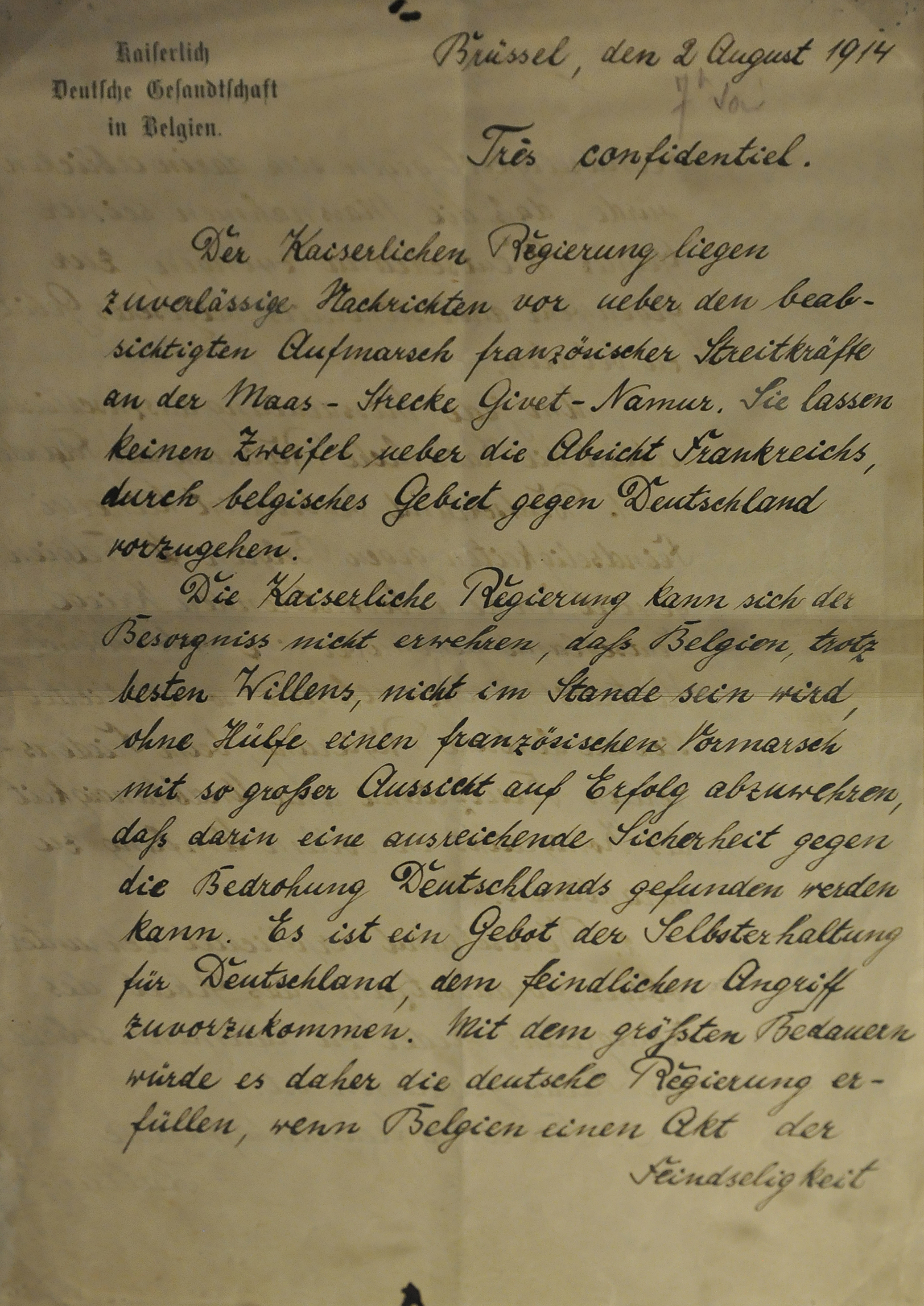
Deutsches Ultimatum an Belgien, 2. August 1914
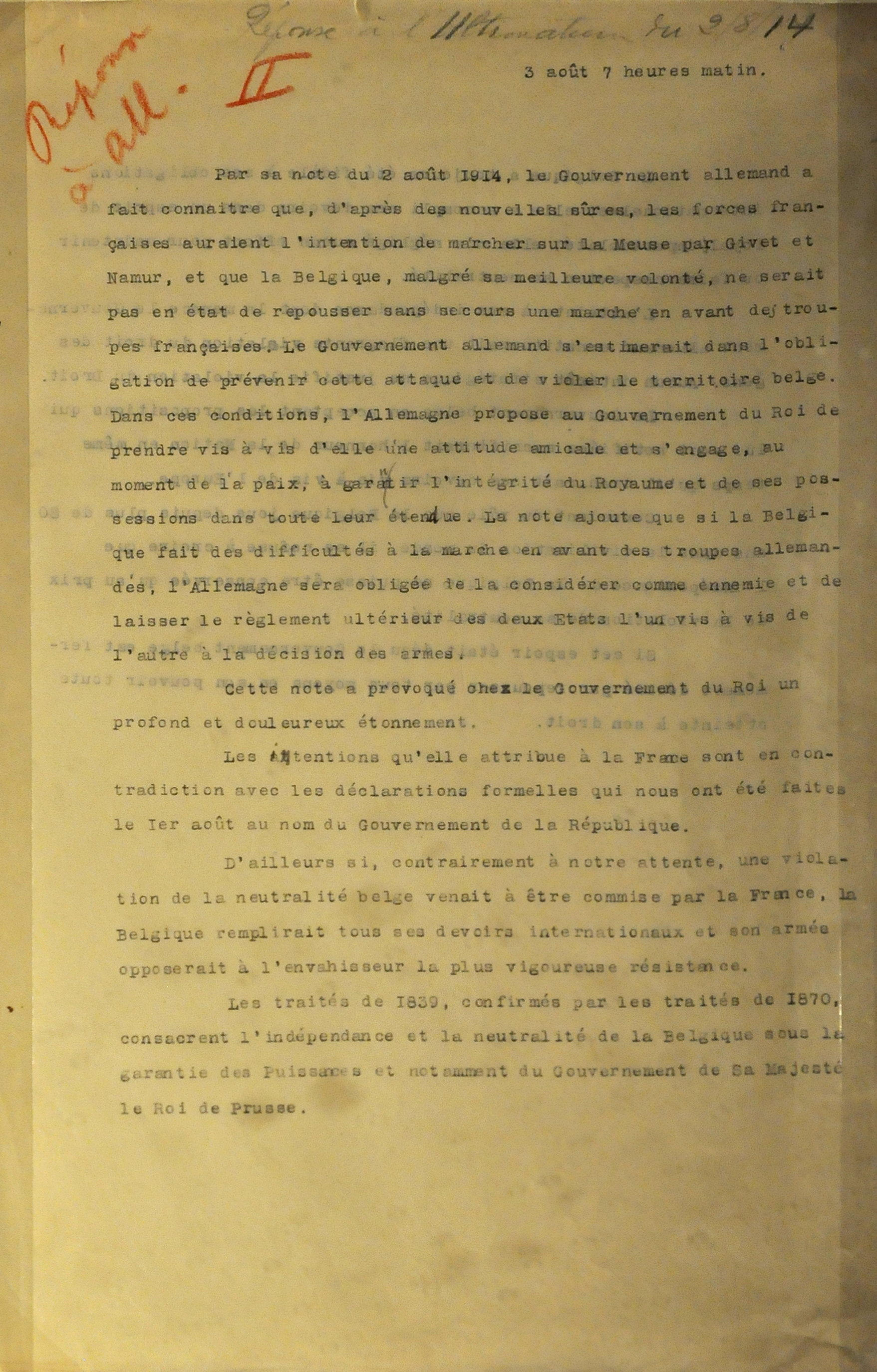
Belgische Antwort, 3. August 1914